# Mariya Zhuravskaya
Mariya Zhuravskaya –también transliterado como Mariya Zhurauskaya, en bielorruso, Мария Журавская– (15 de julio de 1971) es una deportista bielorrusa que compitió en taekwondo. Ganó una medalla de bronce en el Campeonato Mundial de Taekwondo de 2001 y dos medallas de bronce en el Campeonato Europeo de Taekwondo, en los años 2000 y 2002.

## Palmarés internacional
| Campeonato Mundial | Campeonato Mundial   | Campeonato Mundial | Campeonato Mundial |
| Año                | Lugar                | Medalla            | Categoría          |
| ------------------ | -------------------- | ------------------ | ------------------ |
| 2001               | Jeju (Corea del Sur) | Medalla de bronce  | +72 kg             |
| Campeonato Europeo |                      |                    |                    |
| Año                | Lugar                | Medalla            | Categoría          |
| 2000               | Patras (Grecia)      | Medalla de bronce  | +72 kg             |
| 2002               | Samsun (Turquía)     | Medalla de bronce  | +72 kg             |